# Seyedmojtaba Shojaei
Seyedmojtaba Shojaei (ur. 22 czerwca 1988 r. w Zanjanie) – irański wioślarz.

## Osiągnięcia
- Mistrzostwa Świata U-23 – Račice 2009 – jedynka – 20. miejsce[1].
- Mistrzostwa Świata – Poznań 2009 – jedynka – 21. miejsce[1].
- Mistrzostwa Świata – Poznań 2009 – czwórka podwójna – 13. miejsce[1].